# سوسک برگی خط‌سفید
سوسک برگی خط‌سفید (نام علمی: Zygogramma suturalis) نام یک گونه از تیره سوسک برگ است. این گونه بومی آمریکای شمالی است، که از آن در کنترل بیولوژیک آفات استفاده می‌شود. این سوسک برگی بدنی کوچک با یک سر قهوه‌ای و بال‌پوش‌های تقریباً زرد رنگ مشخص می‌شود.